# گمینا لوبرانگتس
گمینا لوبرانگتس (به لهستانی:  Gmina Lubraniec) یک گمینا در لهستان است که در شهرستان ووتس‌واوک واقع شده‌است. گمینا لوبرانگتس ۱۴۸٫۱۸ کیلومتر مربع مساحت و ۱۰٬۰۰۳ نفر جمعیت دارد.